# Izac Carracher
Izac Carracher (St Leonards, Sydney, 14 september 1999) is een Australische beachvolleybalspeler. Hij nam een keer deel aan de Olympische Spelen.

## Carrière
Carracher speelde tennis in zijn jeugd en begon op de middelbare school met volleybal in de zaal. In 2016 en 2017 volleybalde hij in de Australian Volleyball League voor de Sydney Warriors Hij maakte deel uit van de Australische selecties onder 17 en onder 19. In 2019 studeerde hij aan de University of Southern California in Los Angeles en speelde hij als buitenaanvaller voor het universiteitsteam de USC Trojans. Na een jaar in de Verenigde Staten vervolgde Carracher zijn studie aan de Universiteit van Sydney en legde hij zich toe op het beachvolleybal. In 2021 speelde hij met Marcus Ferguson in de Australische beachvolleybalcompetitie en deed hij met James Takken mee aan de Aziatische kampioenschappen in Phuket. Ze bereikten de kwartfinale waar ze werden uitgeschakeld door Cherif Younousse en Ahmed Tijan uit Qatar.
Sinds 2022 vormt Carracher een team met Mark Nicolaidis met wie hij dat jaar debuteerde in de Beach Pro Tour. Het duo won het Future-toernooi van Coolangatta en deed mee aan de wereldkampioenschappen in Rome. Daar bereikten ze de achtste finale die verloren werd van de Brazilianen André Loyola en George Wanderley. Bij de overige elf toernooien behaalden ze een vijfde (Torquay Challenge) en vier negende plaatsen. Bij de AK in Bandar Abbas strandden ze in de achtste finale tegen Cherif en Ahmed. Het jaar daarop kwamen ze bij elf toernooien in de Beach Pro Tour tot een vierde plaats bij het Challenge-toernooi van Chiang Mai. Bij de WK in Tlaxcala verloren ze in de tussenronde van het Poolse tweetal Piotr Kantor en Jakub Zdybek. Bij de AK in Fuzhou werden Carracher en Nicolaidis in de kwartfinale uitgeschakeld door hun landgenoten Christopher McHugh en Paul Burnett.
In 2024 won het duo in eigen land het Future-toernooi van Mollymook. Bij de overige zes toernooien in de mondiale competitie behaalden ze twee vijfde plaatsen (Espinho en Hamburg). Carracher en Nicolaidis plaatsten zich via het continentale kwalificatietoernooi voor de Olympische Spelen van Parijs. Daar strandden ze na drie nederlagen in de groepsfase. In Santa Rosa won het duo zilver bij de AK achter hun landgenoten D’Artagnan Potts en Jack Pearse. Het seizoen daarop kwamen ze tot een vierde plaats bij het Challenge-toernooi van Alanya.

## Palmares
Kampioenschappen beach
- 2022: 9e WK
- 2024:  AK

Beach Pro Tour
- 2022:  Coolangatta Future
- 2024:  Mollymook Future